# Stuart Griffing
Stuart Lane „Stu“ Griffing (* 9. November 1926 in New Haven, Connecticut; † 20. Dezember 2021 in  Cincinnati, Ohio) war ein  Ruderer aus den Vereinigten Staaten, der bei den Olympischen Spielen 1948 die Bronzemedaille im Vierer ohne Steuermann gewann.

## Leben
Stuart Griffing absolvierte seinen Wehrdienst in den letzten Tagen des Zweiten Weltkriegs. Nach seiner Rückkehr begann er sein Studium an der Yale University und schloss sich deren Sportteam, den Yale Bulldogs an. 1948 unterlag er mit dem Yale-Achter dem Achter der Harvard University bei der traditionellen Regatta zwischen den beiden Universitäten, 1949 siegte der Yale-Achter mit Griffing in dieser Regatta.
Für die Olympischen Spiele 1948 qualifizierte sich ein Vierer der Yale University mit Frederick Kingsbury, Stuart Griffing, Gregory Gates und Robert Perew. An der olympischen Regatta auf der Strecke der Henley Royal Regatta bei Henley-on-Thames nahmen zehn Mannschaften teil. Die Yale-Crew gewann ihren Vorlauf und ihr Halbfinale. Im Finale waren nur drei Boote am Start. Es gewannen die Italiener mit viereinhalb Sekunden Vorsprung vor den Dänen, die Amerikaner lagen im Ziel weitere vier Sekunden dahinter.